# Disney Regional Entertainment
Disney Regional Entertainment est une filiale de la Walt Disney Parks and Resorts, la division des parcs à thèmes de la Walt Disney Company. Elle a été créée en 1996 pour regrouper les différents projets de lieux de loisirs destinés aux personnes en dehors des parcs Disney, plus simplement les loisirs de proximité. Ce sont surtout des projets nés de la synergie entre les différentes entités du groupe de média.
Actuellement Disney essaye de développer à nouveau des synergies mais aucune actuellement ne débouche sur la création d'une nouvelle entité de Disney Regional Entertainment.
Le projet le plus significatif est celui  (testé l'été 2005 sur les employés Disney), d'un service d'excursions Disney, baptisé Adventures by Disney, dans les grands lieux touristiques naturels américains. Deux itinéraires d'une semaine sont proposés : Hawaii et Yellowstone, le Grand Canyon serait un autre itinéraire envisagé. Le service a été lancé mais dépend directement de Walt Disney Parks and Resorts.

## Les projets
Les principaux projets qui ont vu le jour sont :
- Club Disney

C’est à la base un concept de centre aéré pour les enfants mais avec la "magie" Disney en plus. La synergie est difficile à trouver mais c'est celle entre le Disney Institute et les services des produits de consommations. Le concept est officialisé le 21 février 1996 avec le premier établissement.
Le succès ne fut pas au rendez-vous et les cinq sites ouverts jusqu'alors furent fermés le 1er novembre 1999. L'annonce fut faite le 6 octobre 1999.
- DisneyQuest

C’est une immense salle de jeux vidéo interactifs à l’image de ceux que Sega avait pu faire au début des années 1990. La synergie est principalement celle de Walt Disney Imagineering et de Disney Interactive. Ce concept a été officialisé le 6 août 1997.
La première DisneyQuest ouvre à Walt Disney World Resort en 1998, la seconde dans le centre de Chicago en juin 1999 et la troisième devait ouvrir au printemps 2001 à Philadelphie. Mais en raison des mauvais résultats de celle de Chicago qui dut être fermée le 4 septembre 2001. Les autres projets ont tous été annulés et seule celle de Walt Disney World est toujours ouverte mais seulement jusqu'en 2008 d'après la décision prise fin avril 2006.
- ESPN Zone

ESPN Zone est un concept de bar-restaurant sur le sport avec des retransmissions de matchs et des jeux sur le sport. C'est surtout la synergie entre ESPN et les parcs Disney.
La première ESPN Zone ouvre le 11 juillet 1998 à Baltimore dans le Inner Harbor tout juste rénové. Les suivantes ouvrirent durant l'été 1998 à New York (Times Square) et à Chicago (jouxtant le DisneyQuest). Les villes d'Atlanta, Washington ouvrirent en mars 2000 tandis que celle du Downtown Disney ouvrit en janvier 2001. Durant l'année 2001 une autre ouvrit à Las Vegas dans l'hôtel-casino New York-New York. En 2002, une nouvelle ESPN Zone ouvrit dans le centre-ville de Denver. Cette huitième ESPN Zone, rejoignant celle de Baltimore, Chicago, New York, Atlanta, Washington, Disneyland Resort à Anaheim et Las Vegas.
Le concept marche bien et le prototype baptisé ESPN Club ouvert en 1996 dans le Disney's BoardWalk de Walt Disney World Resort est toujours ouvert. De plus deux espaces identiques dans les bateaux de la Disney Cruise Line utilisent le même concept. Ils s'appelaient ESPN Box mais ont depuis été déplacés (pour être agrandis) et rebaptisés Diversions.
Le 9 juin 2010 ESPN annonce la fermeture de 5 ESPN Zone, celles de Baltimore, Chicago, New York, Las Vegas et Washington, dès le 16 juin 2010 ; celle de Disneyland (Californie) et Los Angeles (franchisé) restant ouverte.